# Asa Butterfield
Asa Bopp Farr Butterfield (London, 1997. április 1. –) angol színész. Két Critics' Choice Awards, két Szaturnusz-díj és három Young Artist Awards jelölést kapott.

## Élete
Butterfield a londoni Islingtonban született, Jacqueline Farr pszichológus és Sam Butterfield reklámszövegíró fiaként.  A Stoke Newington Schoolban tanult.

## Filmográfia

### Film
| Év   | Magyar cím                                   | Eredeti cím                                 | Szerep                | Magyar hang     |
| ---- | -------------------------------------------- | ------------------------------------------- | --------------------- | --------------- |
| 2007 | Rémbo fia                                    | Son of Rambow                               | Brethren fiú          | Kardos Bence    |
| 2008 | A csíkos pizsamás fiú                        | The Boy in the Striped Pyjamas              | Bruno                 | Czető Ádám      |
| 2010 | Nanny McPhee és a nagy bumm                  | Nanny McPhee and the Big Bang               | Norman Green          | Bogdán Gergő    |
| 2010 | Farkasember                                  | The Wolfman                                 | Ben Talbot fiatalon   | Bogdán Gergő    |
| 2011 | A leleményes Hugo                            | Hugo                                        | Hugo Cabret           | Ducsai Ábel     |
| 2013 | Végjáték                                     | Ender's Game                                | Ender Wiggin          | Ungvári Gergely |
| 2014 | X+Y                                          | X+Y                                         | Nathan Ellis          |                 |
| 2015 | Tízezer szent                                | Ten Thousand Saints                         | Jude Keffy-Horn       | Ungvári Gergely |
| 2016 | Vándorsólyom kisasszony különleges gyermekei | Miss Peregrine's Home for Peculiar Children | Jacob "Jake" Portman  | Ungvári Gergely |
| 2017 |                                              | The House of Tomorrow                       | Sebastian Prendergast |                 |
| 2017 | Az utazás vége                               | Journey's End                               | Jimmy Raleigh hadnagy | Csiby Gergely   |
| 2017 | Közöttünk az űr                              | The Space Between Us                        | Gardner Elliot        | Czető Ádám      |
| 2018 | Indulás                                      | Then Came You                               | Calvin Lewis          | Ungvári Gergely |
| 2018 | Szerelmünk napjai                            | Time Freak                                  | Stillman              | Fehér Tibor     |
| 2018 | Mészárszék rulez                             | Slaughterhouse Rulez                        | Willoughby Blake      | Major Erik      |
| 2019 |                                              | Greed                                       | Finn McCreadie        |                 |
| 2022 |                                              | Flux Gourmet                                | Billy Rubin           |                 |
| 2022 | Válassz vagy meghalsz!                       | Choose or Die                               | Isaac                 | Fáncsik Roland  |
| 2022 | Halálos bújócska                             | All Fun and Games                           | Marcus Fletcher       | Fáncsik Roland  |

### Televízió
| Év        | Magyar cím       | Eredeti cím          | Szerep                     | Megjegyzések                                |
| --------- | ---------------- | -------------------- | -------------------------- | ------------------------------------------- |
| 2006      | Thomas után      | After Thomas         | Andrew                     | tévéfilm                                    |
| 2008      | Porrá leszünk    | Ashes to Ashes       | Donny                      | 1 epizód                                    |
| 2008–2009 | Merlin kalandjai | Merlin               | Mordred                    | 3 epizód                                    |
| 2017      |                  | Thunderbirds Are Go! | Conrad űrirányító (hangja) | 1 epizód                                    |
| 2019–2023 | Szexoktatás      | Sex Education        | Otis Milburn               | - főszereplő - magyar hangja Fáncsik Roland |
| 2020      |                  | 50 States of Fright  | Brandon Boyd               | 3 epizód                                    |